# Sergio Matto Suárez
Sergio Matto Suárez   (Las Piedras, 13 d'octubre de 1930 - Itajaí, 23 de novembre de 1990) fou un jugador de bàsquet uruguaià que va competir durant les dècades de 1940 i 1950.
El 1952 va prendre part en els Jocs Olímpics d'Estiu de Hèlsinki, on guanyà la medalla de bronze en la competició de bàsquet. Quatre anys més tard, als Jocs de Londres, guanyà la medalla de bronze en la mateixa competició. El 1960, als Jocs de Roma, disputà els seus tercers, i darrers Jocs, on fou vuitè en la competició de bàsquet.
El 1954 fou sisè en el Campionat del món de bàsquet.